# Serie B 1997-1998 (pallamano maschile)
La Serie B 1997-1998 è stata la 26ª edizione del torneo di terzo livello del campionato italiano di pallamano maschile.

Esso venne organizzato dalla Federazione Italiana Giuoco Handball.

La competizione è iniziata il 18 ottobre 1997 e si è conclusa il 25 aprile 1998.

## Formula del torneo
- Fase regolare: furono disputati quattro gironi composti da 12/11 squadre ciascuno con la formula del girone unico all'italiana con partite di andata e ritorno.
- Promozioni: la prima e la seconda squadra classificata di ciascun girone al termine del torneo furono promossa in serie A2 nella stagione successiva.
- Retrocessioni: le squadre classificate dal 9º al 12º posto al termine del torneo furono retrocesse in serie C nella stagione successiva.

## Girone A

### Squadre partecipanti
| Club                     | Città                    | Palasport                        | Sponsor | Stagione 1996-1997 |
| ------------------------ | ------------------------ | -------------------------------- | ------- | ------------------ |
| CUS Udine                | Udine                    | PalaCarnera                      |         |                    |
| Casale                   | Casale sul Sile (TV)     | Palasport di Casale              |         |                    |
| Pressano                 | Lavis (TN)               | Palasport di Lavis               |         |                    |
| San Vito                 | San Vito (PN)            | Palasport di San Vito            |         |                    |
| Malo                     | Malo (VI)                | Palasport di Malo                |         |                    |
| Mezzocorona              | Mezzocorona (TN)         | Palasport di Mezzocorona         |         |                    |
| San Fior                 | San Fior (TV)            | Palasport di San Fior            |         |                    |
| Pallamano Vallée D'Aoste | Aosta                    | Palasport di Aosta               |         |                    |
| Ferrarin                 | San Donaato M. (MI)      | Palasport di San Donato Milanese |         |                    |
| Black Devils (Squadra B) | Merano (BZ)              | Centro Carlo Wolf                |         |                    |
| Brixen (Squadra B)       | Bressanone (BZ)          | Palasport di Bressanone          | Forst   |                    |
| Torri                    | Torri di Quartesolo (VI) | Palasport Villanova              |         |                    |

### Risultati
| 18-10-1997 | 1ª/12ª giornata           | 24-1-1998 |
| ---------- | ------------------------- | --------- |
| 25-19      | Udine - Torri             | 30-31     |
| 17-14      | Sanfiorese - Casale       | 20-18     |
| 26-24      | Mezzocorona - Merano      | 30-23     |
| 28-22      | Malo - Ferrarin           | 24-26     |
| 24-16      | Vallée d'Aoste - Pressano | 25-22     |
| 16-25      | Bressanone - San Vito     | 17-27     |

| 8-11-1997 | 4ª/15ª giornata         | 21-2-1998 |
| --------- | ----------------------- | --------- |
| 16-18     | Casale - Malo           | 27-31     |
| 19-13     | Mezzocorona - Udine     | 25-23     |
| 32-22     | San Vito - Torri        | 22-19     |
| 28-23     | Ferrarin - Pressano     | 22-26     |
| 24-27     | Merano - Vallée d'Aoste | 24-28     |
| 22-24     | Sanfiorese - Bressanone | 19-18     |

| 6-12-1997 | 7ª/18ª giornata              | 21-3-1998 |
| --------- | ---------------------------- | --------- |
| 19-23     | Bressanone - Malo            | 25-24     |
| 24-24     | San Vito - Ferrarin          | 28-28     |
| 27-24     | Torri - Sanfiorese           | 16-17     |
| 26-25     | Vallée d'Aoste - Mezzocorona | 22-29     |
| 14-25     | Pressano - Casale            | 25-32     |
| 22-21     | Udine - Merano               | 22-27     |

| 10-1-1998 | 10ª/21ª giornata         | 18-4-1998 |
| --------- | ------------------------ | --------- |
| 24-31     | Casale - San Vito        | 19-35     |
| 26-22     | Vallée d'Aoste - Torri   | 30-31     |
| 21-22     | Bressanone - Udine       | 25-20     |
| 19-18     | Mezzocorona - Sanfiorese | 22-21     |
| 25-24     | Merano - Ferrarin        | 23-28     |
| 19-20     | Malo - Pressano          | 20-34     |

| 25-10-1997 | 2ª/13ª giornata           | 7-2-1998 |
| ---------- | ------------------------- | -------- |
| 20-19      | Pressano - Udine          | 19-19    |
| 27-16      | San Vito - Vallée d'Aoste | 25-25    |
| 20-17      | Torri - Bressanone        | 24-30    |
| 31-26      | Merano - Casale           | 22-19    |
| 14-22      | Ferrarin - Mezzocorona    | 24-36    |
| 25-24      | Sanfiorese - Malo         | 17-25    |

| 15-11-1997 | 5ª/16ª giornata         | 7-3-1998 |
| ---------- | ----------------------- | -------- |
| 28-24      | Vallée d'Aoste - Casale | 25-19    |
| 15-19      | Malo - Mezzocorona      | 16-18    |
| 33-22      | Torri - Ferrarin        | 23-25    |
| 14-19      | Pressano - San Vito     | 18-26    |
| 5-0        | Udine - Sanfiorese      | 17-23    |
| 23-19      | Bressanone - Merano     | 27-31    |

| 13-12-1997 | 8ª/19ª giornata           | 28-3-1998 |
| ---------- | ------------------------- | --------- |
| 24-23      | Vallée d'Aoste - Ferrarin | 32-30     |
| 22-19      | Casale - Bressanone       | 18-21     |
| 17-31      | Sanfiorese - San Vito     | 26-35     |
| 24-18      | Merano - Pressano         | 26-25     |
| 21-20      | Malo - Udine              | 24-25     |
| 28-27      | Mezzocorona - Torri       | 29-25     |

| 17-1-1998 | 11ª/22ª giornata       | 25-4-1998 |
| --------- | ---------------------- | --------- |
| 21-25     | Ferrarin - Casale      | 25-26     |
| 26-23     | Udine - Vallée d'Aoste | 30-29     |
| 31-32     | Torri - Malo           | 23-29     |
| 30-15     | Pressano - Bressanone  | 19-33     |
| 23-25     | San Vito - Mezzocorona | 23-27     |
| 18-19     | Sanfiorese - Merano    | 22-29     |

| 1-11-1997 | 3ª/14ª giornata             | 14-2-1998 |
| --------- | --------------------------- | --------- |
| 28-16     | Mezzocorona - Casale        | 25-20     |
| 22-21     | Torri - Pressano            | 18-18     |
| 19-23     | Udine - San Vito            | 14-18     |
| 20-19     | Malo - Merano               | 25-28     |
| 30-21     | Vallée D'Aoste - Sanfiorese | 31-22     |
| 25-20     | Bressanone - Ferrarin       | 23-29     |

| 29-11-1997 | 6ª/17ª giornata          | 14-3-1998 |
| ---------- | ------------------------ | --------- |
| 23-25      | Ferrarin - Udine         | 28-27     |
| 19-26      | Casale - Torri           | 23-33     |
| 28-17      | Mezzocorona - Bressanone | 21-20     |
| 21-21      | Sanfiorese - Pressano    | 17-16     |
| 33-26      | Malo - Vallée D'Aoste    | 29-34     |
| 28-23      | Merano - San Vito        | 16-32     |

| 20-12-1997 | 9ª/20ª giornata             | 4-4-1998 |
| ---------- | --------------------------- | -------- |
| 18-16      | Udine - Casale              | 18-21    |
| 22-26      | Bressanone - Vallée d'Aoste | 24-28    |
| 0-5        | Ferrarin - Sanfiorese       | 31-27    |
| 32-29      | Torri - Merano              | 28-33    |
| 19-25      | Pressano - Mezzocorona      | 21-27    |
| 25-20      | San Vito - Malo             | 22-21    |

### Classifica
|  | Pos. | Squadra                  | Pt | G  | V  | N | S  | GF  | GS  | D    | Note                            |
|  | ---- | ------------------------ | -- | -- | -- | - | -- | --- | --- | ---- | ------------------------------- |
|  | 1.   | Mezzocorona              | 42 | 22 | 21 | 0 | 1  | 553 | 450 | +103 | Promosso in Serie A2 1998-1999  |
|  | 2.   | San Vito                 | 35 | 22 | 16 | 3 | 3  | 576 | 455 | +121 | Promosso in Serie A2 1998-1999  |
|  | 3.   | Pallamano Vallée D'Aoste | 31 | 22 | 15 | 1 | 6  | 585 | 548 | +37  |                                 |
|  | 4.   | Black Devils             | 24 | 22 | 12 | 0 | 10 | 545 | 545 | 0    |                                 |
|  | 5.   | Malo                     | 22 | 22 | 11 | 0 | 11 | 535 | 508 | +27  |                                 |
|  | 6.   | CUS Udine                | 21 | 22 | 10 | 1 | 11 | 465 | 470 | -5   |                                 |
|  | 7.   | Torri                    | 19 | 22 | 9  | 1 | 12 | 551 | 561 | -10  |                                 |
|  | 8.   | Ferrarin                 | 16 | 22 | 7  | 2 | 13 | 517 | 554 | -37  |                                 |
|  | 9.   | Brixen (B)               | 16 | 22 | 8  | 0 | 14 | 481 | 517 | -36  | Retrocesso in Serie C 1998-1999 |
|  | 10.  | San Fior                 | 15 | 22 | 7  | 1 | 14 | 413 | 477 | -64  | Retrocesso in Serie C 1998-1999 |
|  | 11.  | Casale                   | 12 | 22 | 4  | 4 | 14 | 457 | 520 | -63  | Retrocesso in Serie C 1998-1999 |
|  | 12.  | Pressano                 | 11 | 22 | 4  | 3 | 15 | 446 | 520 | -74  | Retrocesso in Serie C 1998-1999 |

## Girone B

### Squadre partecipanti
| Club                      | Città                    | Palasport                | Sponsor | Stagione 1996-1997 |
| ------------------------- | ------------------------ | ------------------------ | ------- | ------------------ |
| CUS Ancona                | Ancona                   | Pala Veneto              |         |                    |
| Estense Ferrara           | Ferrara                  | Pala Boschetto           |         |                    |
| Libertas La Torre Firenze | Firenze                  | Palestra Balducci        |         |                    |
| Terni                     | Terni                    | PalaDiVittorio           |         |                    |
| Marconi Jumpers           | Castelnovo di Sotto (RE) | Palasport di Castelnovo  |         |                    |
| Olimpic Massa Marittima   | Massa                    | Palasport di Massa       |         |                    |
| Ascoli                    | Ascoli Piceno            | Pala Galosi              |         |                    |
| Castenaso                 | Castenaso (BO)           | Palasport di Castenaso   |         |                    |
| Rapid Nonantola           | Nonantola (MO)           | Palestra Dante Alighieri |         |                    |
| Rimini Pallamano          | Rimini                   | Palasport Flaminio       |         |                    |
| Cingoli                   | Cingoli (MC)             | Palasport di Cingoli     |         |                    |
| Casalgrande               | Casalgrande (RE)         | Pala Keope               |         |                    |

### Risultati
| 18-10-1997 | 1ª/12ª giornata               | 24-1-1998 |
| ---------- | ----------------------------- | --------- |
| 21-23      | Spallanzani - Terni           | 23-22     |
| 20-19      | Castenaso - Ascoli            | 20-19     |
| 31-21      | Marconi - Massa               | 27-27     |
| 24-18      | Ancona - Estense              | 15-18     |
| 20-20      | Libertas La Torre - Nonantola | 24-29     |
| 18-32      | Cingoli - Rimini              | 19-24     |

| 8-11-1997 | 4ª/15ª giornata           | 21-2-1998 |
| --------- | ------------------------- | --------- |
| 20-16     | Castenaso - Ancona        | 17-21     |
| 33-22     | Marconi - Spallanzani     | 22-30     |
| 24-22     | Rimini - Terni            | 23-23     |
| 19-18     | Estense - Nonantola       | 18-25     |
| 35-30     | Massa - Libertas La Torre | 33-24     |
| 25-22     | Ascoli - Cingoli          | 20-13     |

| 6-12-1997 | 7ª/18ª giornata             | 21-3-1998 |
| --------- | --------------------------- | --------- |
| 16-26     | Cingoli - Ancona            | 14-33     |
| 26-16     | Rimini - Estense            | 22-20     |
| 18-23     | Terni - Ascoli              | 21-27     |
| 29-21     | Libertas La Torre - Marconi | 17-28     |
| 15-13     | Nonantola - Castenaso       | 20-21     |
| 29-30     | Spallanzani - Massa         | 28-24     |

| 10-1-1998 | 10ª/21ª giornata          | 18-4-1998 |
| --------- | ------------------------- | --------- |
| 18-16     | Castenaso - Rimini        | 22-26     |
| 26-28     | Libertas La Torre - Terni | 24-24     |
| 22-23     | Cingoli - Spallanzani     | 19-27     |
| 22-14     | Marconi - Ascoli          | 26-30     |
| 25-26     | Massa - Estense           | 23-23     |
| 20-22     | Ancona - Nonantola        | 17-24     |

| 25-10-1997 | 2ª/13ª giornata            | 7-2-1998 |
| ---------- | -------------------------- | -------- |
| 16-17      | Nonantola - Spallanzani    | 23-31    |
| 29-17      | Rimini - Libertas La Torre | 25-28    |
| 28-14      | Terni - Cingoli            | 22-18    |
| 30-26      | Massa - Castenaso          | 12-31    |
| 22-26      | Estense - Marconi          | 21-22    |
| 26-21      | Ascoli - Ancona            | 19-19    |

| 15-11-1997 | 5ª/16ª giornata               | 7-3-1998 |
| ---------- | ----------------------------- | -------- |
| 20-19      | Libertas La Torre - Castenaso | 20-34    |
| 27-26      | Ancona - Marconi              | 21-21    |
| 24-22      | Terni - Estense               | 23-13    |
| 26-30      | Nonantola - Rimini            | 14-15    |
| 23-22      | Spallanzani - Ascoli          | 22-27    |
| 25-29      | Cingoli - Massa               | 17-24    |

| 13-12-1997 | 8ª/19ª giornata             | 28-3-1998 |
| ---------- | --------------------------- | --------- |
| 26-24      | Libertas La Torre - Estense | 21-18     |
| 27-19      | Castenaso - Cingoli         | 24-14     |
| 28-26      | Ascoli - Rimini             | 16-20     |
| 20-24      | Massa - Nonantola           | 17-17     |
| 16-24      | Ancona - Spallanzani        | 22-24     |
| 26-22      | Marconi - Terni             | 19-25     |

| 17-1-1998 | 11ª/22ª giornata                | 25-4-1998 |
| --------- | ------------------------------- | --------- |
| 15-16     | Estense - Castenaso             | 15-25     |
| 23-21     | Spallanzani - Libertas La Torre | 25-23     |
| 27-17     | Terni - Ancona                  | 24-26     |
| 22-18     | Nonantola - Cingoli             | 25-22     |
| 32-24     | Rimini - Marconi                | 24-29     |
| 26-14     | Ascoli - Massa                  | 22-18     |

| 1-11-1997 | 3ª/14ª giornata            | 14-2-1998 |
| --------- | -------------------------- | --------- |
| 28-22     | Marconi - Castenaso        | 17-21     |
| 18-26     | Nonantola - Terni          | 12-22     |
| 29-30     | Spallanzani - Rimini       | 22-27     |
| 30-24     | Ancona - Massa             | 23-30     |
| 18-29     | Libertas La Torre - Ascoli | 22-37     |
| 27-24     | Cingoli - Estense          | 18-26     |

| 29-11-1997 | 6ª/17ª giornata            | 14-3-1998 |
| ---------- | -------------------------- | --------- |
| 29-30      | Estense - Spallanzani      | 25-28     |
| 24-17      | Castenaso - Terni          | 18-18     |
| 25-19      | Marconi - Cingoli          | 31-30     |
| 21-18      | Ascoli - Nonantola         | 22-16     |
| 24-20      | Ancona - Libertas La Torre | 26-21     |
| 24-30      | Massa - Rimini             | 18-33     |

| 20-12-1997 | 9ª/20ª giornata             | 4-4-1998 |
| ---------- | --------------------------- | -------- |
| 20-23      | Spallanzani - Castenaso     | 24-24    |
| 22-22      | Cingoli - Libertas La Torre | 21-36    |
| 19-21      | Estense - Ascoli            | 26-35    |
| 22-17      | Terni - Massa               | 16-24    |
| 25-22      | Nonantola - Marconi         | 28-31    |
| 34-25      | Rimini - Ancona             | 31-24    |

### Classifica
|  | Pos. | Squadra                   | Pt | G  | V  | N | S  | GF  | GS  | D    | Note                            |
|  | ---- | ------------------------- | -- | -- | -- | - | -- | --- | --- | ---- | ------------------------------- |
|  | 1.   | Rimini Pallamano          | 35 | 22 | 17 | 1 | 4  | 580 | 482 | +98  | Promosso in Serie A2 1998-1999  |
|  | 2.   | Ascoli                    | 33 | 22 | 16 | 1 | 5  | 528 | 444 | +84  | Promosso in Serie A2 1998-1999  |
|  | 3.   | Castenaso                 | 32 | 22 | 15 | 2 | 5  | 487 | 410 | +77  |                                 |
|  | 4.   | Casalgrande               | 29 | 22 | 14 | 1 | 7  | 555 | 523 | +32  |                                 |
|  | 5.   | Marconi Jumpers           | 26 | 22 | 12 | 2 | 8  | 557 | 529 | +28  |                                 |
|  | 6.   | Terni                     | 25 | 22 | 11 | 3 | 8  | 497 | 459 | +38  |                                 |
|  | 7.   | Rapid Nonantola           | 20 | 22 | 9  | 2 | 11 | 449 | 465 | -16  |                                 |
|  | 8.   | Olimpic Massa Marittima   | 19 | 22 | 8  | 3 | 11 | 519 | 560 | -41  |                                 |
|  | 9.   | CUS Ancona                | 18 | 22 | 8  | 2 | 12 | 490 | 503 | -13  | Retrocesso in Serie C 1998-1999 |
|  | 10.  | Libertas La Torre Firenze | 15 | 22 | 6  | 3 | 13 | 509 | 584 | -75  | Retrocesso in Serie C 1998-1999 |
|  | 11.  | Estense Ferrara           | 9  | 22 | 4  | 1 | 17 | 457 | 520 | -63  | Retrocesso in Serie C 1998-1999 |
|  | 12.  | Cingoli                   | 3  | 22 | 1  | 1 | 20 | 427 | 576 | -149 | Retrocesso in Serie C 1998-1999 |

## Girone C

### Squadre partecipanti
| Club                 | Città                    | Palasport                          | Sponsor | Stagione 1996-1997 |
| -------------------- | ------------------------ | ---------------------------------- | ------- | ------------------ |
| ACLI Avellino        | Avellino                 | Palasport Giacomo Del Mauro        |         |                    |
| Amatori Roma         | Roma                     | Palasport di Roma                  |         |                    |
| Amatori Terranova    | Terranova da Sibari (CS) | Palasport di Terranova             |         |                    |
| Atletica San Giorgio | San Giorgio (NA)         | Palasport di San Giorgio a Cremano |         |                    |
| CUS L'Aquila         | L'Aquila                 | Centicolella                       |         |                    |
| Scafati              | Scafati (SA)             | Pala Campioni d'Italia 83/84       |         |                    |
| Ginosa               | Ginosa (TA)              | Palasport di Ginosa                |         |                    |
| Fondi                | Fondi (LT)               | Palasport di Fondi                 |         |                    |
| Olimpia La Salle     | Torre del Greco (NA)     | Palasport di Torre del Greco       |         |                    |
| Noci                 | Noci (BA)                | Pala Intini                        |         |                    |
| Pallamano Vasto      | Vasto (CH)               | PalaHistonium                      |         |                    |

### Risultati
| 18-10-1997 | 1ª/12ª giornata      | 24-1-1998 |
| ---------- | -------------------- | --------- |
| 17-20      | Avellini - La Salle  | 22-28     |
| 20-15      | Terranova - L'Aquila | 26-26     |
| 31-17      | Amatori Roma - Vasto | 32-18     |
| 29-21      | Ginosa - San Giorgio | nd        |
| 19-18      | Fondi - Noci         | 19-26     |
|            | Riposa: Scafati      |           |

| 8-11-1997 | 4ª/15ª giornata         | 21-2-1998 |
| --------- | ----------------------- | --------- |
| 27-19     | Terranova - Ginosa      | nd        |
| 33-20     | Amatori Roma - Avellino | 27-22     |
| 19-35     | San Giorgio - Noci      | 22-34     |
| 24-28     | Vasto - Fondi           | 21-26     |
| 24-19     | L'Aquila - Scafati      | 23-22     |
|           | Riposa: La Salle        |           |

| 6-12-1997 | 7ª/18ª giornata      | 21-3-1998 |
| --------- | -------------------- | --------- |
| 36-19     | Scafati - Ginosa     | nd        |
| 29-20     | La Salle - L'Aquila  | 34-19     |
| 20-19     | Fondi - Amatori Roma | 20-24     |
| 31-22     | Noci - Terranova     | 31-23     |
| 26-23     | Avellino - Vasto     | 18-20     |
|           | Riposa: San Giorgio  |           |

| 10-1-1998 | 10ª/21ª giornata        | 18-4-1998 |
| --------- | ----------------------- | --------- |
| 24-23     | Fondi - La Salle        | 20-29     |
| 22-20     | Scafati - Avellino      | 18-20     |
| 31-25     | Amatori Roma - L'Aquila | 21-14     |
| 32-22     | Vasto - San Giorgio     | 22-23     |
| 28-36     | Ginosa - Noci           | nd        |
|           | Riposa: Terranova       |           |

| 25-10-1997 | 2ª/13ª giornata            | 7-2-1998 |
| ---------- | -------------------------- | -------- |
| 25-23      | Noci - Avellino            | 23-28    |
| 23-18      | La Salle - Scafati         | 25-20    |
| 23-28      | Vasto - Terranova          | 22-32    |
| 20-31      | San Giorgio - Amatori Roma | 15-34    |
| 22-18      | L'Aquila - Ginosa          | nd       |
|            | Riposa: Fondi              |          |

| 15-11-1997 | 5ª/16ª giornata        | 7-3-1998 |
| ---------- | ---------------------- | -------- |
| 23-20      | Fondi - Terranova      | 18-19    |
| 17-34      | Ginosa - Amatori Roma  | nd       |
| 39-24      | La Salle - San Giorgio | 33-23    |
| 30-10      | Avellino - L'Aquila    | 29-26    |
| 27-24      | Scafati - Vasto        | 18-24    |
|            | Riposa: Noci           |          |

| 13-12-1997 | 8ª/19ª giornata         | 28-3-1998 |
| ---------- | ----------------------- | --------- |
| 34-15      | Fondi - San Giorgio     | 33-16     |
| 19-24      | Terranova - Scafati     | 0-5       |
| 35-36      | Vasto - Noci            | 17-34     |
| 30-31      | Ginosa - Avellino       | nd        |
| 33-23      | Amatori Roma - La Salle | 26-30     |
|            | Riposa: L'Aquila        |           |

| 17-1-1998 | 11ª/22ª giornata        | 25-4-1998 |
| --------- | ----------------------- | --------- |
| 0-5       | San Giorgio - Terranova | 28-33     |
| 20-21     | Avellino - Fondi        | 18-20     |
| 49-27     | La Salle - Ginosa       | nd        |
| 36-20     | Noci - Scafati          | 32-35     |
| 16-20     | L'Aquila - Vasto        | 12-24     |
|           | Riposa: Amatori Roma    |           |

| 1-11-1997 | 3ª/14ª giornata          | 14-2-1998 |
| --------- | ------------------------ | --------- |
| 30-18     | Amatori Roma - Terranova | 28-18     |
| 29-24     | La Salle - Noci          | 24-25     |
| 21-22     | Ginosa - Vasto           | nd        |
| 24-16     | Fondi - L'Aquila         | 26-13     |
| 31-23     | Scafati - San Giorgio    | 21-18     |
|           | Riposa: Avellino         |           |

| 29-11-1997 | 6ª/17ª giornata        | 14-3-1998 |
| ---------- | ---------------------- | --------- |
| 19-22      | San Giorgio - Avellino | 16-31     |
| 25-19      | Terranova - La Salle   | 21-40     |
| 28-22      | Amatori Roma - Scafati | 29-22     |
| 19-32      | L'Aquila - Noci        | 21-32     |
| 20-24      | Ginosa - Fondi         | nd        |
|            | Riposa: Vasto          |           |

| 20-12-1997 | 9ª/20ª giornata        | 4-4-1998 |
| ---------- | ---------------------- | -------- |
| 26-22      | Avellino - Terranova   | 25-26    |
| 14-18      | Scafati - Fondi        | 16-32    |
| 18-28      | San Giorgio - L'Aquila | 17-20    |
| 26-24      | La Salle - Vasto       | 28-22    |
| 24-25      | Noci - Amatori Roma    | 28-30    |
|            | Riposa: Ginosa         |          |

### Classifica
|  | Pos. | Squadra              | Pt | G  | V  | N | S  | GF  | GS  | D    | Note                            |
|  | ---- | -------------------- | -- | -- | -- | - | -- | --- | --- | ---- | ------------------------------- |
|  | 1.   | Amatori Roma         | 32 | 18 | 16 | 0 | 2  | 513 | 376 | +137 | Promosso in Serie A2 1998-1999  |
|  | 2.   | Olimpia La Salle     | 28 | 18 | 14 | 0 | 4  | 502 | 407 | +95  | Promosso in Serie A2 1998-1999  |
|  | 3.   | Fondi                | 28 | 18 | 14 | 0 | 4  | 425 | 351 | +74  |                                 |
|  | 4.   | Noci                 | 24 | 18 | 12 | 0 | 6  | 526 | 430 | +96  |                                 |
|  | 5.   | Amatori Terranova    | 17 | 18 | 8  | 1 | 9  | 377 | 415 | -38  |                                 |
|  | 6.   | ACLI Avellino        | 16 | 18 | 8  | 0 | 10 | 417 | 399 | +18  |                                 |
|  | 7.   | Scafati              | 14 | 18 | 7  | 0 | 11 | 374 | 418 | -44  |                                 |
|  | 8.   | Pallamano Vasto      | 10 | 18 | 5  | 0 | 13 | 412 | 463 | -51  |                                 |
|  | 9.   | CUS L'Aquila         | 9  | 18 | 4  | 1 | 13 | 347 | 454 | -107 | Retrocesso in Serie C 1998-1999 |
|  | 10.  | Atletica San Giorgio | 2  | 18 | 1  | 0 | 17 | 338 | 518 | -180 | Retrocesso in Serie C 1998-1999 |
|  | 11.  | Ginosa               | 0  | 0  | 0  | 0 | 0  | 0   | 0   | 0    | Retrocesso in Serie C 1998-1999 |

## Girone D

### Squadre partecipanti
| Club                     | Città             | Palasport                 | Sponsor | Stagione 1996-1997 |
| ------------------------ | ----------------- | ------------------------- | ------- | ------------------ |
| Ragusa                   | Ragusa            | PalaPadua                 |         |                    |
| Ortigia (Squadra B)      | Siracusa          | Pala Lo Bello             |         |                    |
| Olimpia Messina          | Messina           | Palestra Montepiselli     |         |                    |
| Paceco                   | Paceco (TP)       | Palasport di Paceco       |         |                    |
| Marsala                  | Marsala (TP)      | Pala Bellina              |         |                    |
| Mascalucia               | Mascalucia (CT)   | Palasport di Mascalucia   |         |                    |
| Haenna (Squadra B)       | Enna              | Palasport di Enna         |         |                    |
| Pallamano Lineri         | Misterbianco (CT) | Palasport di Misterbianco |         |                    |
| Palmosa Libertas         | Alcamo (TP)       | Palasport di Alcamo       |         |                    |
| Vigor S. Cataldo         | San Cataldo (CL)  | Palasport di San Cataldo  |         |                    |
| Polisportiva Santa Ninfa | Santa Ninfa (TP)  | Palasport di Santa Ninfa  |         |                    |
| Puntese                  | San Giovanni (CT) | Palasport di San Giovanni |         |                    |

### Risultati
| 18-10-1997 | 1ª/12ª giornata        | 24-1-1998 |
| ---------- | ---------------------- | --------- |
| 16-21      | Santa Ninfa - Messina  | 25-33     |
| 23-24      | Palmosa - Marsala      | 19-21     |
| 18-32      | Haenna - Mascalucia    | 15-28     |
| 32-21      | Paceco - Lineri        | 22-23     |
| 17-18      | Ragusa - Puntese       | 19-19     |
| 7-20       | San Cataldo - Siracusa | 15-33     |

| 8-11-1997 | 4ª/15ª giornata       | 21-2-1998 |
| --------- | --------------------- | --------- |
| 30-17     | Lineri - Santa Ninfa  | 33-26     |
| 23-25     | Haenna - Messina      | 18-32     |
| 26-19     | Puntese - Palmosa     | 18-25     |
| 21-27     | Siracusa - Mascalucia | 14-32     |
| 27-25     | Ragusa - Paceco       | 25-27     |
| 45-11     | Marsala - San Cataldo | 40-22     |

| 6-12-1997 | 7ª/18ª giornata          | 21-3-1998 |
| --------- | ------------------------ | --------- |
| 28-42     | Santa Ninfa - Ragusa     | 23-49     |
| 14-22     | Messina - Siracusa       | 22-25     |
| 28-17     | Marsala - Puntese        | 19-18     |
| 17-23     | Haenna - Lineri          | 21-26     |
| 42-33     | Palmosa - Paceco         | 22-26     |
| 14-38     | San Cataldo - Mascalucia | 16-44     |

| 10-1-1998 | 10ª/21ª giornata      | 18-4-1998 |
| --------- | --------------------- | --------- |
| 48-20     | Palmosa - Santa Ninfa | 40-16     |
| 34-27     | Mascalucia - Messina  | 39-19     |
| 14-27     | Paceco - Marsala      | 28-36     |
| 34-24     | Ragusa - Haenna       | 37-23     |
| 18-15     | Siracusa - Lineri     | 27-24     |
| 35-17     | Puntese - San Cataldo | 32-18     |

| 25-10-1997 | 2ª/13ª giornata       | 7-2-1998 |
| ---------- | --------------------- | -------- |
| 35-21      | Marsala - Santa Ninfa | 51-13    |
| 12-17      | Haenna - Palmosa      | 23-43    |
| 16-29      | Lineri - Mascalucia   | 19-34    |
| 27-24      | Puntese - Paceco      | 20-27    |
| 23-14      | Siracusa - Ragusa     | 21-20    |
| 27-22      | Messina - San Cataldo | 27-24    |

| 15-11-1997 | 5ª/16ª giornata       | 7-3-1998 |
| ---------- | --------------------- | -------- |
| 22-26      | Santa Ninfa - Puntese | 19-37    |
| 22-24      | Messina - Lineri      | 20-21    |
| 36-19      | Marsala - Haenna      | 33-15    |
| 21-21      | Palmosa - Siracusa    | 29-30    |
| 28-22      | Mascalucia - Ragusa   | 34-20    |
| 18-35      | San Cataldo - Paceco  | 24-50    |

| 13-12-1997 | 8ª/19ª giornata      | 28-3-1998 |
| ---------- | -------------------- | --------- |
| 51-27      | Paceco - Santa Ninfa | 37-21     |
| 26-19      | Ragusa - Messina     | 34-28     |
| 21-25      | Siracusa - Marsala   | 12-23     |
| 28-25      | Puntese - Haenna     | 33-20     |
| 25-20      | Mascalucia - Palmosa | 33-26     |
| 26-18      | Lineri - San Cataldo | 29-17     |

| 17-1-1998 | 11ª/22ª giornata          | 25-4-1998 |
| --------- | ------------------------- | --------- |
| 31-31     | Messina - Palmosa         | 32-36     |
| 22-22     | Marsala - Mascalucia      | 25-27     |
| 26-28     | Haenna - Paceco           | 15-34     |
| 15-25     | Lineri - Ragusa           | 28-28     |
| 22-26     | Puntese - Siracusa        | 35-21     |
| 22-21     | Santa Ninfa - San Cataldo | 31-47     |

| 1-11-1997 | 3ª/14ª giornata      | 14-2-1998 |
| --------- | -------------------- | --------- |
| 23-25     | Santa Ninfa - Haenna | 25-39     |
| 24-26     | Messina - Marsala    | 17-37     |
| 26-19     | Palmosa - Lineri     | 28-19     |
| 33-20     | Mascalucia - Puntese | 28-23     |
| 30-24     | Paceco - Siracusa    | 30-32     |
| 17-23     | San Cataldo - Ragusa | 20-35     |

| 29-11-1997 | 6ª/17ª giornata        | 14-3-1998 |
| ---------- | ---------------------- | --------- |
| 40-27      | Siracusa - Santa Ninfa | 37-27     |
| 26-23      | Puntese - Messina      | 34-22     |
| 11-13      | Lineri - Marsala       | 20-38     |
| 20-21      | Ragusa - Palmosa       | 35-47     |
| 29-32      | Paceco - Mascalucia    | 22-40     |
| 32-17      | Haenna - San Cataldo   | 18-23     |

| 20-12-1997 | 9ª/20ª giornata          | 4-4-1998 |
| ---------- | ------------------------ | -------- |
| 17-56      | Santa Ninfa - Mascalucia | 8-72     |
| 29-28      | Messina - Paceco         | 19-18    |
| 20-21      | Marsala - Ragusa         | 30-17    |
| 13-29      | Haenna - Siracusa        | 12-36    |
| 11-28      | Lineri - Puntese         | 16-22    |
| 19-40      | San Cataldo - Palmosa    | 21-38    |

### Classifica
|  | Pos. | Squadra                  | Pt | G  | V  | N | S  | GF  | GS  | D    | Note                            |
|  | ---- | ------------------------ | -- | -- | -- | - | -- | --- | --- | ---- | ------------------------------- |
|  | 1.   | Mascalucia               | 43 | 22 | 21 | 1 | 0  | 767 | 433 | +334 | Promosso in Serie A2 1998-1999  |
|  | 2.   | Marsala                  | 39 | 22 | 19 | 1 | 2  | 654 | 412 | +242 | Promosso in Serie A2 1998-1999  |
|  | 3.   | Ortigia (B)              | 31 | 22 | 15 | 1 | 6  | 553 | 484 | +69  |                                 |
|  | 4.   | Puntese                  | 29 | 22 | 14 | 1 | 7  | 564 | 479 | +85  |                                 |
|  | 5.   | Palmosa Libertas         | 28 | 22 | 13 | 2 | 7  | 661 | 514 | +147 |                                 |
|  | 6.   | Ragusa                   | 24 | 22 | 11 | 2 | 9  | 590 | 538 | +52  |                                 |
|  | 7.   | Paceco                   | 20 | 22 | 11 | 0 | 11 | 640 | 578 | +62  |                                 |
|  | 8.   | Pallamano Lineri         | 19 | 22 | 9  | 1 | 12 | 469 | 528 | -59  |                                 |
|  | 9.   | Olimpia Messina          | 17 | 22 | 8  | 1 | 13 | 533 | 589 | -56  | Retrocesso in Serie C 1998-1999 |
|  | 10.  | Haenna (B)               | 6  | 22 | 3  | 0 | 19 | 454 | 642 | -188 | Retrocesso in Serie C 1998-1999 |
|  | 11.  | Vigor S. Cataldo         | 4  | 22 | 2  | 0 | 18 | 428 | 720 | -292 | Retrocesso in Serie C 1998-1999 |
|  | 12.  | Polisportiva Santa Ninfa | 2  | 22 | 1  | 0 | 21 | 474 | 870 | -396 | Retrocesso in Serie C 1998-1999 |